# Indirekten vbrizg
Indirektni vbrizg je način priprave gorljive mešanice za bencinske motorje z notranjim zgorevanjem tipično se vbrizgava pred sesalnim ventilom valja, ta način je zelo popularen pri sodobnih benciskih letalskih batnih motorjih kot je Lycoming IO-360, IO-390 in IO-540 ter Continental IO-550. V njem se razpršuje in izpareva hlapljivo gorivo bencin in se meša z zrakom. Ker se gorivo zmeša pred vstopom v valj gre za indirekten vbrizg goriva. Glavna prednost indirektnega vbrizga pred uplinjači je da imajo posamezni valji bolj enakomerno moč in s tem povezane manjše vibracije v primerjavi z uplinjači ter bistveno bolj enakomerno pripravljeno zmes med valji, kar je posebej pomebno za letalske motorje, ki uporabljajo metodo siromašenja za povečanje dosega doleta. Prednost indirektnega vbrizga pred direktnim je ta da ima indirekten vbrizg bistveno boljše zmešano in s tem homogeno mešanico kot pa direktni vbrizg. Nekaj najbolj močnih batnih lovskih letal in bombnikov je tudi koristilo indirektni vbrizg goriva. Zgodovinsko gledeno gre za drugo generacijo priprave zmesi (1. uplinjač, 2.indirekten vbrizg, 3.direkten vbrizg). V modernih vozilih so jih večinoma zamenjali drugi načini vbrizga goriva, predvsem direkten vbrizg v valj zaradi ekoloških razlogov.